# Leicestershire
Leicestershire (/ˈlɛstəʃə, -ʃɪə/ⓘ) es uno de los cuarenta y siete condados de Inglaterra, Reino Unido, con capital en Leicester. Ubicado en la región Midlands del Este limita al norte con Nottinghamshire, al este con Lincolnshire y Rutland, al sur con Northamptonshire, al suroeste con Warwickshire y al noroeste con Derbyshire. Ocupa un área de 2156 km² y su población es de 1 031 000 habitantes (2016).
En el centro del condado y a orillas del río Soar se encuentra la ciudad de Leicester, un núcleo industrial y administrativo de la que toma su nombre el condado. En esta ciudad se encuentran las tumbas del rey Ricardo III de Inglaterra y del cardenal Thomas Wolsey.
El río Soar atraviesa la región de norte a sur y la divide en dos partes; al oeste hay bastantes granjas establecidas así como industria del calzado y productos farmacéuticos. En la parte del este donde las tierras son altas, se da la cría de ganado y productos lácteos, así como mineral de hierro.
Leicestershire aparece ya en los antiguos registros. Contaba entonces con cuatro subdivisiones que más tarde se convirtieron en siete. Los límites del condado no han variado desde sus orígenes. Aunque en 1974 se anuló su estatus, desde 1986 la ciudad de Leicester es una unidad administrativa independiente dentro del condado de Leicestershire.

## Ciudades destacadas
Aunque la capital del condado es Glenfield la ciudad más poblada es Leicester. Otras ciudades destacadas son:
- Loughborough
- Ashby-de-la-Zouch
- Coalville
- Melton Mowbray

## Monumentos y lugares de interés

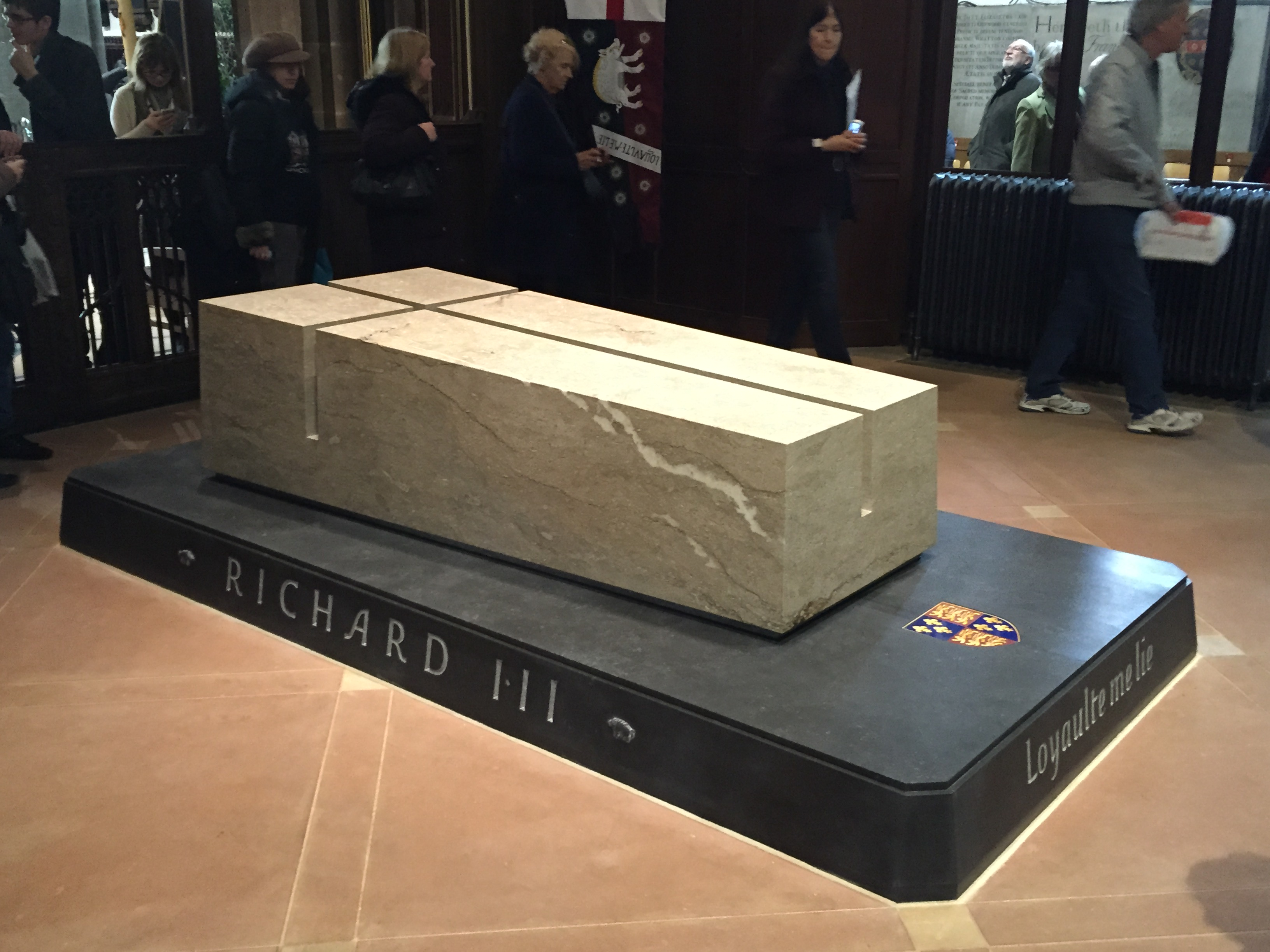
Tumba de Ricardo III, Leicester

- Tumba de Ricardo III, catedral de Leicester
- Castillo de Belvoir
- Foxton Locks
- Mallory Park
- Stanford Hall